# Grados de libertad (geomorfología fluvial)
El grado de libertad de un escurrimiento es el número de parámetros que pueden ajustarse libremente, con el tiempo, al pasar gastos líquidos y sólidos preestablecidos.

## Escurrimiento con un grado de libertad

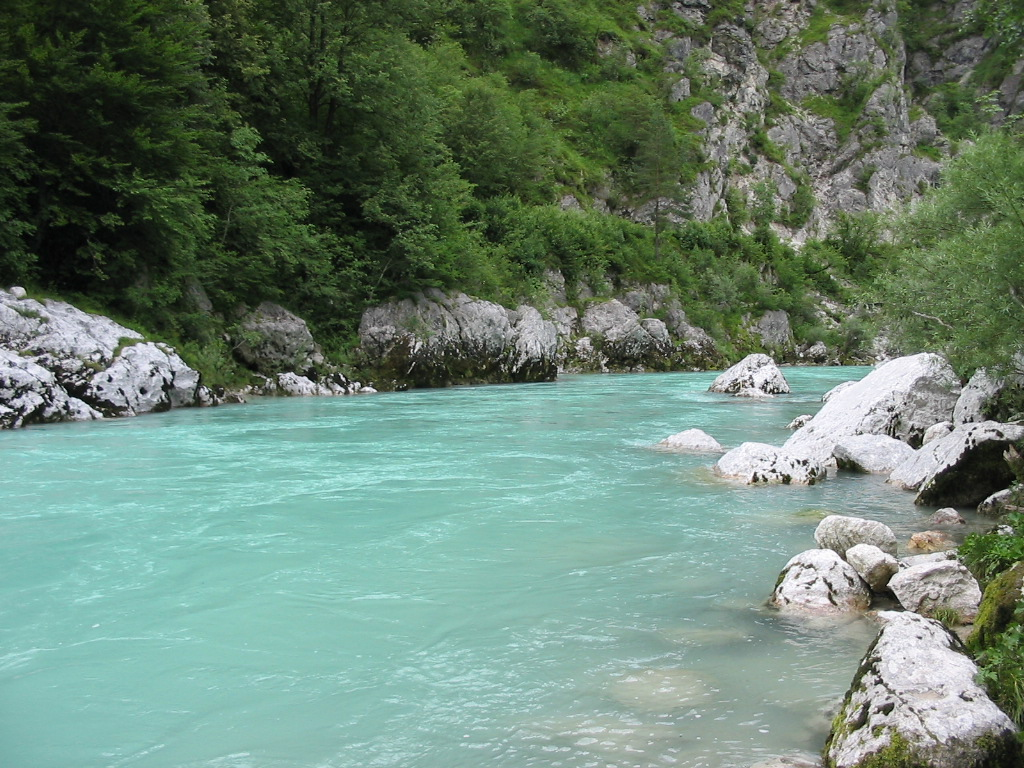
Ejemplo de río con un grado de libertad, el tirante es función solo del caudal

Un canal de sección geométrica constante con el fondo y las paredes rígidas y pendientes conocidas, como puede ser un canal revestido, o un río que corre a lo largo de una falla geológica en el contacto entre dos rocas resistentes, se dice que tiene un grado de libertad. Al pasar un gasto líquido Q, se establecerá un escurrimiento con un tirante de agua d, cuyo valor será constante siempre que escurra el mismo gasto. En otras palabras, un gasto dado pasará siempre con el mismo tirante.
Este escurrimiento está definido por un solo parámetro, el tirante d, y por tanto se requiere una sola ecuación para obtenerla. La ecuación que relaciona el valor de d con el caudal Q puede ser la de Manning, Chézy, Darcy o Darcy-Weisbach, entre otras. La más utilizada por los ingenieros es la de Manning.
Los ríos en los que el fondo está formado por cantos rodados, y sus márgenes son de roca tienen un grado de libertad, siempre que el flujo no tenga la capacidad de mover los cantos rodados del fondo.

## Escurrimiento con dos grados de libertad

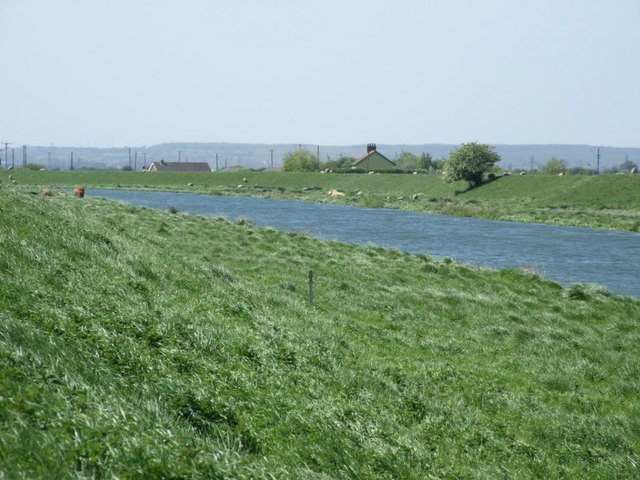
Canal con dos grados de libertad, en este caso el tirante y el ancho de la corriente

Una corriente tiene dos grados de libertad cuando ajusta libremente dos variables geométricas, generalmente el tirante d, y la pendiente S. Esto ocurre, por ejemplo, cuando se tiene un canal con paredes rígidas, y el fondo está formado por material que puede ser arrastrado por el líquido. Si por dicho canal se hace pasar en forma constante un gasto líquido y un gasto de sedimentos, la pendiente y el tirante se ajustarán, hasta que se establezca la continuidad en el transporte de sedimentos a lo largo de todo el tramo. Con ello se obtiene, para cada combinación de caudal líquido y caudal sólido, una combinación fija de tirante d y pendiente S.
Cuando se dan las condiciones arriba descritas, se dice que la corriente tiene dos grados de libertad, y se requieren dos ecuaciones para obtener las dos variables indicadas.
Las ecuaciones necesarias para determinar las variables mencionadas son: primero una de resistencia de flujo para canales de fondo móvil, como pueden ser las propuestas por Cruickshank - Maza, Engelund o Einstein. Segundo, una ecuación de transporte de sedimentos del fondo, como puede ser la de Meyer-Peter y Müller, Shields o Engelund. Las fórmulas de resistencia al flujo mencionadas toman en cuenta los efectos producidos por el material de fondo y las ondulaciones que en él se producen, pero no tienen en cuenta las pérdidas ocasionadas por otros efectos como vegetación, irregularidades de las márgenes o los cambios de geometría de las secciones transversales. Por ello, también se utilizan fórmulas como las que se mencionaron para corrientes de un grado de libertad, principalmente la de Manning, ya que, en su coeficiente se pueden considerarlos efectos mencionados.
Los ríos encañonados con márgenes rocosas o con márgenes arcillosas con alta cohesión, generalmente tienen dos grados de libertad.

## Escurrimiento con tres grados de libertad

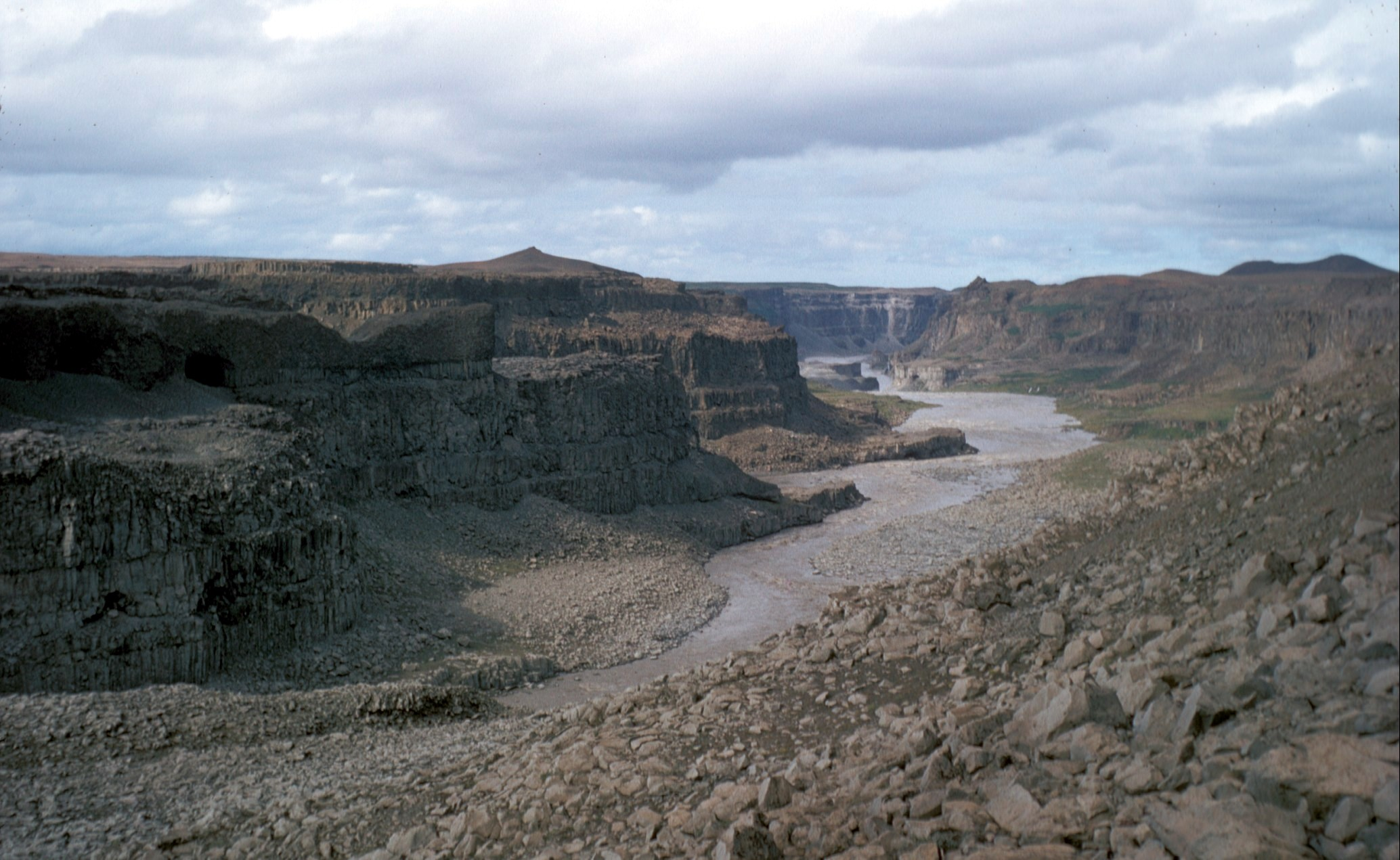
Río con tres grados de libertad, el tirante, el ancho de la sección mojada y la pendiente.

Una corriente tiene tres grados de libertad cuando ajustan libremente tres variables geométricas, generalmente el tirante d, el ancho B, y la pendiente S. 
Este ajuste se logra en aquellos cauces cuyas márgenes y fondo están formados por un material susceptible de ser movido y transportado por la corriente. Si por un cauce o canal se hace pasar, durante mucho tiempo, un caudal líquido, y un caudal de sedimentos dados, se ajustaran las tres variables indicadas. Es decir, para cada combinación dada de caudal líquido y sólido que escurra por un solo cauce, se obtendrá una combinación fija de tirante d, ancho B y pendiente S.
Como se pueden ajustar tres variables, se tienen tres incógnitas y por lo tanto, para obtenerlas se necesitan tres ecuaciones. Cuando ello ocurre se dice que la corriente tiene tres grados de libertad. La selección de las tres ecuaciones necesarias depende de cada autor.
Los ríos y arroyos que escurren en material aluvial generalmente tienen tres grados de libertad.

## Escurrimiento con cuatro grados de libertad
Para algunos autores existe un cuarto grado de libertad. Este cuarto grado de libertad lo tienen los cauces con tres grados de libertad cuando llegan a desarrollar meandros.
A pesar de aceptar este grado de libertad, los autores que lo proponen no presentan cuatro ecuaciones que al resolverse simultáneamente permiten obtener las variables geométricas indicadas para los cauces de tres grados de libertad es decir tirante, ancho, y pendiente, y además el grado de curvatura de los meandros, sino que invariablemente eligen tres ecuaciones para resolver los tres grados de libertad y posteriormente tratan a los meandros por separado; por ello proponen otras ecuaciones complementarias para establecer sus características geométricas.
Se considera que las corrientes naturales tienen tres grados de libertad, y que si desarrollan meandros es porque la pendiente de la planicie es mayor que la pendiente hidráulica del escurrimiento y por lo tanto, se ven obligados a aumentar su longitud de recorrido, lo que logran al erosionar las márgenes y desplazarse lateralmente.